# Christopher Dawson

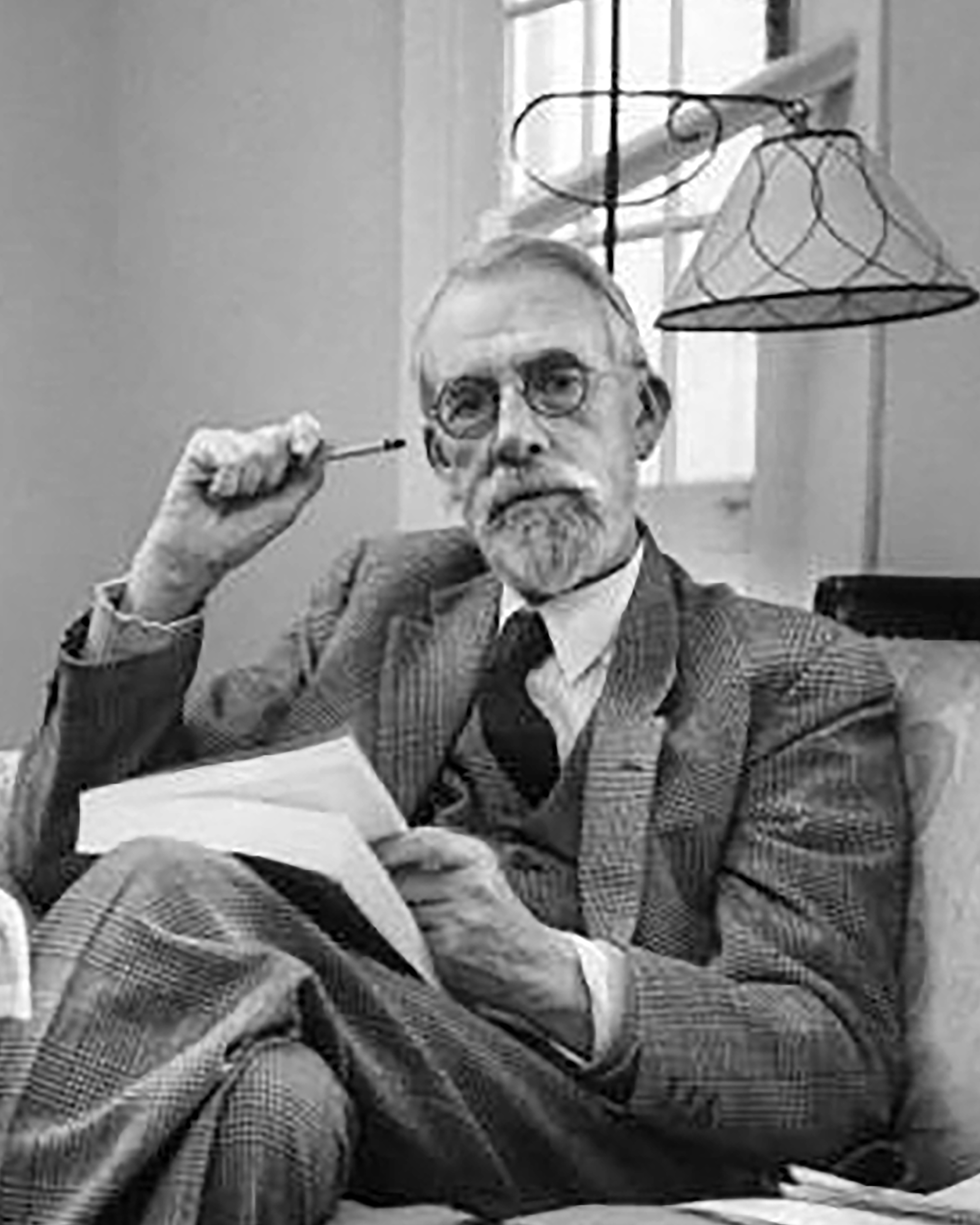
Christopher Dawson

Christopher Henry Dawson (Hay Castle, Wales, 12 oktober 1889 - Budleigh Salterton, Yorkshire, 25 mei 1970) was een Brits historicus, die zich wijdde aan de studie van de (Westerse) cultuurgeschiedenis en het christendom. Hij werd geroemd als de belangrijkste Engelstalige katholieke historicus van de twintigste eeuw.

## Levensloop
Dawson groeide op in Hartlington Hall, in Yorkshire, en studeerde in Winchester College en Trinity College, Universiteit van Oxford. Van huize uit anglicaan, bekeerde hij zich in 1914 tot het rooms-katholicisme. Hij studeerde economie en vervolgens geschiedenis en sociologie. Hij verdiepte zich ook in het werk van de Duitse theoloog Ernst Troeltsch.
In 1916 trouwde hij met Valery Mills.

## Schrijver
Dawson begon in 1920 met het schrijven van artikels in The Sociological Review. Zijn vertrekpunten waren verwant met die van Oswald Spengler en Arnold J. Toynbee, die zoals hij geïnteresseerd waren in het beschrijven van beschavingen. Zijn eerste boek, The Age of the Gods (1928), was bedoeld als het begin van een volledige geschiedenis van de Europese beschaving, maar het bleef bij dit eerste deel.
Een van de voornaamste stellingen van Dawson was dat de Middeleeuwen in Europa helemaal niet 'duister' geweest waren en integendeel op essentiële wijze hadden bijgedragen tot de opmars van de beschaving, onder de inspiratie van de katholieke kerk. Hij schreef uitgebreid, met bewijsvoeringen voor zijn stelling.
Zijn werk kreeg erkenning. Vanaf 1940 was hij gedurende enkele jaren uitgever van de Dublin Review. Hij was ook van 1958 tot 1962 docent voor de Chauncey Stillman Chair of Roman Catholic Studies aan Harvard University.

## Invloed
In de jaren twintig en dertig was Dawson een invloedrijk schrijver. T. S. Eliot schreef over hem als over een van zijn inspiratiebronnen.
Hij maakte deel uit van een discussiegroep genaamd The Moot, waar naast Eliot ook deel van uitmaakten John Baillie, Karl Mannheim, Walter Moberly, Michael Polanyi, Marjorie Reeves, Bernard Lonergan en Alec Vidler. Hij maakte ook deel uit van de eucumenische groep Sword of the Spirit.
Volgens Bradely Birzer, oefende Dawson ook invloed uit op J.R.R. Tolkien. Russell Kirk was eveneens een groot bewonderaar van Dawson.

## Vergelijking met andere historici
In zijn hoedanigheid van hernieuwer als christelijk historicus is Dawson vaak vergeleken met Kenneth Scott Latourette en Herbert Butterfield.
Men heeft hem ook vergeleken met de socioloog en historicus Max Weber. Beiden benaderden hun onderwerp op een metahistorische manier. Ze benadrukten ook beiden de invloed van religie op een aantal aspecten van de Westerse cultuur.

## Patroon
Het Europacollege koos Christopher Dawson als patroon voor het academisch jaar 1988-1989. Dit was het jaar dat Margaret Thatcher haar bekende eurosceptische openingsrede kwam uitspreken.

## Publicaties
- The Age of Gods (1928)
- Progress and Religion: An Historical Inquiry (1929). Reissued by the Catholic University of America Press (2001)
- Christianity and the New Age (1931)
- The Making of Europe: An Introduction to the History of European Unity (1932). Reissued by the Catholic University of America Press (2003) [Ned. vert. De schepping van Europa: een inleiding tot de geschiedenis van de Europese eenheid. Utrecht / Antwerpen: Het Spectrum, z.j., Prisma Boeken 280].
- The Spirit of the Oxford Movement (1933)
- Enquiries into religion and culture (1933). Reissued by the Catholic University of America Press (2009)
- Medieval Religion and Other Essays (1934)
- Religion and the Modern State (1936)
- Beyond Politics (1939)
- The Judgment of the Nations (1942). Reissued by the Catholic University of America Press (2011) (Ned. vert. Het oordeel van de volken. Antwerpen / Amsterdam, 1947)
- The Failure of Liberalism (1942)
- Gifford Lectures 1947–49
  - Religion and Culture (1948) ISBN 0-404-60498-6
  - Religion and the Rise of Western Culture (1950) ISBN 0-385-42110-9
- Understanding Europe (1952). Reissued by the Catholic University of America Press (2009)
- Medieval Essays (1954). Reissued by the Catholic University of America Press (2002)
- Dynamics of World History (1957) edited by John J. Mulloy, with others
- The Movement of World Revolution (1959)
- Progress and Religion: An Historical Enquiry (1960) with others
- The Historic Reality of Christian Culture (1960)
- The Crisis of Western Education: With Specific Programs for the Study of Christian Culture (1961). Reissued by the Catholic University of America Press (2010)
- The Dividing of Christendom (1965)
- Mission to Asia (1966) [Originally published: The Mongol mission (1955)]
- The Formation of Christendom (1967)
- The Gods of Revolution (1972)
- Religion and World History (1975)
- Christianity and European Culture: Selections from the Work of Christopher Dawson edited by Gerald J. Russello